# Mari Boine
Mari Boine (nascida a 8 de novembro de 1956 em Karasjok) é uma cantora norueguesa sámi conhecida por ter combinado elementos musicais do jazz e rock ao joik tradicional dos Sámis. Em 2008, tornou-se professora de musicologia na Nesna University College, na sua região nativa do Ártico, conhecida em norueguês como Finnmark e como Sápmi na língua nativa, o sámi do Norte.

### Estilo musical
As canções de Boine estão fortemente enraizadas na sua experiência de pertença a uma minoria desprezada. Por exemplo, a canção "Oppskrift for Herrefolk" ("Recipe for a Master Race") no seu primeiro CD Gula Gula, cantada em norueguês ao contrário do resto das canções que são em  Sámi do Norte, fala directamente da “discriminação e do ódio”, e recomenda formas de oprimir uma minoria: “Use a Bíblia, a bebida e a baioneta”; "Utilizar artigos da lei contra os direitos antigos".
As outras canções de Boine são mais positivas, cantando frequentemente a beleza e a natureza selvagem de Sápmi, as terras Sámi do norte da Escandinávia. A faixa-título de Gula Gula pede ao ouvinte que se lembre "que a terra é a nossa mãe". 
Boine canta numa adaptação do estilo tradicional Sámi, utilizando a voz "joik", com uma variedade de instrumentos de acompanhamento e percussão de tradições indígenas de todo o mundo.   Por exemplo, em Gula Gula os instrumentos utilizados incluem bateria, guitarra, clarinete baixo elétrico, dozo n'koni, gangan, [[udu] ], darbuka, pandeireta, chocalhos de sementes, prato, clarinete, piano, tambor de quadro, saz, tambor drone, dulcimer martelado, bouzouki, flauta harmónica, sinos, baixo, quena, charango e antara. 
Em 2017, lançou See the Woman, o seu primeiro álbum em inglês. 

### Musical style
Boine's songs are strongly rooted in her experience of being in a despised minority. For example, the song "Oppskrift for Herrefolk" ("Recipe for a Master Race") on her breakthrough CD Gula Gula, sung in Norwegian unlike the rest of the songs which are in Northern Sámi, speaks directly of "discrimination and hate", and recommends ways of oppressing a minority: "Use bible and booze and bayonet"; "Use articles of law against ancient rights".
Boine's other songs are more positive, often singing of the beauty and wildness of Sápmi, the Sámi lands of northern Scandinavia. The title track of Gula Gula asks the listener to remember "that the earth is our mother".
Boine sings in an adaptation of traditional Sámi style, using the "joik" voice, with a range of accompanying instruments and percussion from indigenous traditions from around the world. For example, on Gula Gula the instruments used include drum, guitar, electric bass clarinet, dozo n'koni, gangan, udu, darbuka, tambourine, seed rattles, cymbal, clarinet, piano, frame drum, saz, drone drum, hammered dulcimer, bouzouki, overtone flute, bells, bass, quena, charango and antara.
In 2017, she released See the Woman, her first English-language album.